# Холодная сварка
Холодная сварка — технологический процесс сварки давлением с пластическим деформированием соединяемых поверхностей заготовок без дополнительного нагрева внешними источниками тепла. Этот метод сварки базируется на пластической деформации металлов в месте их соединения при сжатии и / или путём сдвига (скольжения). Сварка происходит при нормальных или отрицательных температурах мгновенно в результате схватывания (без диффузии).
Вероятно, холодная сварка является самым древним способом сварки. В древние времена этот способ использовался для неразъёмного соединения благородных металлов, которые практически не окисляются. При ударе по сложенным вместе кускам металла удавалось добиться прочного соединения. В Дублинском Национальном музее хранится золотая коробка, изготовленная в эпоху поздней бронзы, стенки и днище её скованы плотным швом. Как считают эксперты, изготовлена она с помощью холодной сварки.

## Виды соединений при холодной сварке

Схема точечной холодной сварки.

Различные формы пуансонов при холодной сварке.

Сварка осуществляется с помощью специальных устройств, вызывающих одновременную направленную деформацию предварительно очищенных поверхностей и нарастающее напряженное состояние, при котором образуется монолитное высокопрочное соединение. Качество сварного соединения определяется исходным физико-химическим состоянием контактных поверхностей, давлением (усилием сжатия) и степенью деформации при сварке. Оно также зависит от схемы деформации и способа приложения давления (статического, вибрационного). В зависимости от схемы пластической деформации заготовок сварка может быть точечной, шовной и стыковой. Холодной сваркой можно соединять, например, алюминий, медь, свинец, цинк, никель, серебро, кадмий, железо. Особенно велико преимущество холодной сварки перед другими способами сварки при соединении разнородных металлов, чувствительных к нагреву или образующих интерметаллиды.

## Преимущества и недостатки
Преимуществом холодной сварки является то, что для её выполнения не требуется мощный источник электроэнергии для нагрева свариваемых заготовок. Сварной шов при холодной сварке металла не загрязняется примесями, имеет высокую однородность и высокие показатели коррозионной стойкости и стабильности электрического сопротивления. Простота подготовки деталей к сварке и контролю параметров режима, отсутствие вспомогательных материалов, газовых и тепловых выделений, возможность дистанционного управления и скорость процесса делают холодную сварку высокотехнологичной, не требуют высокой квалификации сварщика-оператора.
К недостаткам холодной сварки можно отнести  сравнительно небольшую номенклатуру свариваемых материалов (свариваются только металлы и сплавы с высокой пластичностью) и значительные расходы металла на величину припуска под стыковую сварку.
Холодная сварка широко применяется в электротехнической промышленности и на транспорте для соединения алюминиевых и медных проводов, а также алюминиевых проводов с медными наконечниками, в электромонтажном производстве, при производстве теплообменников и бытовых приборов. Как разновидность холодной сварки рассматривается ультразвуковая сварка  - сварка давлением с приложением ультразвуковых колебаний.